# 3097 Тацит
3097 Тацит (3097 Tacitus) — астероїд головного поясу, відкритий 24 вересня 1960 року.
Тіссеранів параметр щодо Юпітера — 3,259.